# Жіноча збірна Макао з хокею із шайбою
Жіноча збірна Макао з хокею із шайбою — національна жіноча збірна команда Макао, яка представляє країну на міжнародних змаганнях з хокею. Функціонування команди забезпечується Хокейною федерацією Макао, яка є членом ІІХФ.
Збірна провела лише один офіційний матч проти збірної Гонконгу, який програла 0:13.